# Charouz Racing System
Charouz Racing System es una escudería checa, fundada en 1985 por Antonín Charouz. Compite en el año 2019 en la Fórmula 2, Fórmula 3 y los campeonatos de Fórmula 4 de Italia y Alemania.

## Historia
La escudería consiguió varios títulos de pilotos y escuderías a lo largo de su carrera. Siendo estos el campeonato de piloto y escuderías de la temporada 2006 del Masters Internacional de Fórmula 3000, junto a Jan Charouz, el campeonato de pilotos de la clase LMP1 en la temporada 2009 Le Mans Series con Tomáš Enge, Jan Charouz y Stefan Mücke, la clase GT3 del campeonato de pilotos y escuderías del Campeonato FIA GT, siendo los pilotos Dominik Baumann y Maximilian Buhk, la temporada 2017 del World Series Fórmula V8 3.5, junto a Pietro Fittipaldi que logró el campeonato de pilotos, y el de escuderías.
En 2018, la escudería se unió al Campeonato de Fórmula 2 de la FIA, contando con Antonio Fuoco y Louis Delétraz en toda la temporada. El mejor resultado de la escudería fue un 1-2, en la carrera corta de la ronda de Montecarlo, donde Fuoco fue el ganador. Fuoco también logró la otra victoria de la escudería en la temporada, siendo en la carrera corta de la ronda de Yas Marina. Tras lograr un total de 8 podios y 215 puntos, la escudería quedó en el sexto lugar en el campeonato. El equipo también participó en la temporada de ADAC Fórmula 4, asociándose con el equipo en el que Ralf Schumacher es copropietario. El equipo logró el campeonato de escuderías, y el campeonato de pilotos, este último ganado por Lirim Zendeli, David Schumacher fue el campeón de los rookies.
Para 2019 se anunció una asociación con la escudería Sauber para formar un equipo de programa de jóvenes pilotos, llamado Sauber Junior Team. Siguiendo en competencia en el Campeonato de Fórmula 2, y la ADAC Fórmula 4, participando en la nueva categoría de Fórmula 3 y uniéndose al Campeonato de Italia de Fórmula 4. La escudería anuncio a los pilotos Callum Ilott, Juan Manuel Correa para la Fórmula 2, Lirim Zendeli, Fabio Scherer y Raoul Hyman para la Fórmula 3, Roman Staněk, Arthur Leclerc, Théo Pourchaire y Alessandro Ghiretti para el campeonato alemán de Fórmula 4 y nuevamente a Roman Staněk para competir también en el Campeonato de Italia de Fórmula 4.

## Resultados

### Categorías actuales

#### Campeonato de Fórmula 2 de la FIA
(Clave) (negrita indica pole position) (cursiva indica vuelta rápida puntuable)

| Año  | Chasis                              | Neu. | N.º | Pilotos            | 1    | 1    | 2    | 2    | 3   | 3   | 4    | 4    | 5    | 5    | 6   | 6   | 7   | 7   | 8   | 8   | 9   | 9   | 10  | 10  | 11   | 11   | 12   | 12   | Puntos | Pos. | Ref.   |
| ---- | ----------------------------------- | ---- | --- | ------------------ | ---- | ---- | ---- | ---- | --- | --- | ---- | ---- | ---- | ---- | --- | --- | --- | --- | --- | --- | --- | --- | --- | --- | ---- | ---- | ---- | ---- | ------ | ---- | ------ |
| 2018 | Dallara F2 2018 Mecachrome V6 Turbo | P    |     |                    | SAK  | SAK  | BAK  | BAK  | BAR | BAR | MON  | MON  | LEC  | LEC  | SPI | SPI | SIL | SIL | BUD | BUD | SPA | SPA | MNZ | MNZ | SOC  | SOC  | YMC  | YMC  | 215    | 6.º  | [ 15 ] |
| 2018 | Dallara F2 2018 Mecachrome V6 Turbo | P    | 20  | Louis Delétraz     | 13   | 9    | Ret  | 10   | Ret | 10  | 4    | 2    | 6    | 2    | Ret | Ret | 4   | 5   | 17  | 9   | 18  | 13  | 13  | 11  | 12   | 13   | 6    | 6    | 215    | 6.º  | [ 15 ] |
| 2018 | Dallara F2 2018 Mecachrome V6 Turbo | P    | 21  | Antonio Fuoco      | 17   | 12   | 3    | DNS  | 10  | 7   | 8    | 1    | 4    | 4    | 3   | 4   | 3   | Ret | 3   | 17  | 17  | 19  | DSQ | 10  | 6    | 9    | 7    | 1    | 215    | 6.º  | [ 15 ] |
| 2019 | Dallara F2 2018 Mecachrome V6 Turbo | P    |     |                    | SAK  | SAK  | BAK  | BAK  | BAR | BAR | MON  | MON  | LEC  | LEC  | SPI | SPI | SIL | SIL | BUD | BUD | SPA | SPA | MNZ | MNZ | SOC  | SOC  | YMC  | YMC  | 110    | 6.º  | [ 16 ] |
| 2019 | Dallara F2 2018 Mecachrome V6 Turbo | P    | 11  | Callum Ilott       | 14   | 16   | Ret  | 9    | 8   | 3   | DNS  | 14   | Ret  | 8    | 11  | 9   | 8   | 4   | 10  | 10  | C   | C   | 4   | 12  | 9    | 3    | 5    | 4    | 110    | 6.º  | [ 16 ] |
| 2019 | Dallara F2 2018 Mecachrome V6 Turbo | P    | 12  | Juan Manuel Correa | 16   | 18   | 7    | 2    | Ret | 15  | 16†  | 12   | 7    | 2    | 14  | 10  | 12  | 10  | 14  | 14  | C   | C   |     |     |      |      |      |      | 110    | 6.º  | [ 16 ] |
| 2019 | Dallara F2 2018 Mecachrome V6 Turbo | P    | 12  | Matevos Isaakyan   |      |      |      |      |     |     |      |      |      |      |     |     |     |     |     |     |     |     |     |     | 18   | 13   | 15   | Ret  | 110    | 6.º  | [ 16 ] |
| 2020 | Dallara F2 2018 Mecachrome V6 Turbo | P    |     |                    | SPI1 | SPI1 | SPI2 | SPI2 | BUD | BUD | SIL1 | SIL1 | SIL2 | SIL2 | BAR | BAR | SPA | SPA | MNZ | MNZ | MUG | MUG | SOC | SOC | SAK1 | SAK1 | SAK2 | SAK2 | 137    | 7.º  | [ 17 ] |
| 2020 | Dallara F2 2018 Mecachrome V6 Turbo | P    | 11  | Louis Delétraz     | 7    | 2    | 19   | 12   | 7   | 6   | 6    | 3    | 5    | 4    | 10  | 9   | 4   | 6   | 8   | 4   | 3   | 2   | 18  | 17  | 16   | 3    | 12   | 13   | 137    | 7.º  | [ 17 ] |
| 2020 | Dallara F2 2018 Mecachrome V6 Turbo | P    | 12  | Pedro Piquet       | 13   | 13   | 18   | 14   | 14  | 15  | 11   | 17   | 21   | 19   | 14  | 7   | 12  | 12  | 12  | 17  | 13  | 12  | 17  | 9   | 11   | 19†  | 10   | 11   | 137    | 7.º  | [ 17 ] |
| 2021 | Dallara F2 2018 Mecachrome V6 Turbo | P    |     |                    | 1    | 1    | 1    | 2    | 2   | 2   | 3    | 3    | 3    | 4    | 4   | 4   | 5   | 5   | 5   | 6   | 6   | 6   | 7   | 7   | 7    | 8    | 8    | 8    | 28     | 10.º | [ 18 ] |
| 2021 | Dallara F2 2018 Mecachrome V6 Turbo | P    | SAK | SAK                | SAK  | MON  | MON  | MON  | BAK | BAK | BAK  | SIL  | SIL  | SIL  | MNZ | MNZ | MNZ | SOC | SOC | SOC | YED | YED | YED | YMC | YMC  | YMC  |      |      | 28     | 10.º | [ 18 ] |
| 2021 | Dallara F2 2018 Mecachrome V6 Turbo | P    | 14  | David Beckmann     | 3    | 7    | 11   | 12   | Ret | 13  | 9    | 2    | 12   | 13   | 8   | 15  |     |     |     |     |     |     |     |     |      |      |      |      | 28     | 10.º | [ 18 ] |
| 2021 | Dallara F2 2018 Mecachrome V6 Turbo | P    | 14  | Enzo Fittipaldi    |      |      |      |      |     |     |      |      |      |      |     |     | Ret | 16  | 11  | 17  | C   | 12  | 12  | 7   | Ret  |      |      |      | 28     | 10.º | [ 18 ] |
| 2021 | Dallara F2 2018 Mecachrome V6 Turbo | P    | 14  | Richard Verschoor  |      |      |      |      |     |     |      |      |      |      |     |     |     |     |     |     |     |     |     |     |      | Ret  | 11   | 10   | 28     | 10.º | [ 18 ] |
| 2021 | Dallara F2 2018 Mecachrome V6 Turbo | P    | 15  | Guilherme Samaia   | 11   | 11   | 16   | 17   | 13  | 15  | 17   | 14   | 18   | Ret  | 17  | 20  | Ret | Ret | Ret | 13  | C   | 13  | Ret | Ret | 17   | 16   | 12   | 16   | 28     | 10.º | [ 18 ] |

- * Temporada en progreso.

#### Campeonato de Fórmula 3 de la FIA
(Clave) (negrita indica pole position) (cursiva indica vuelta rápida puntuable)

| Año   | Chasis                                | Neu. | N.º | Pilotos          | 1    | 1    | 2    | 2    | 3   | 3   | 4    | 4    | 5    | 5    | 6   | 6   | 7   | 7   | 8   | 8   | 9   | 9   |     |     |    | Puntos | Pos. | Ref.   |
| ----- | ------------------------------------- | ---- | --- | ---------------- | ---- | ---- | ---- | ---- | --- | --- | ---- | ---- | ---- | ---- | --- | --- | --- | --- | --- | --- | --- | --- | --- | --- | -- | ------ | ---- | ------ |
| 2019  | Dallara F3 2019 Mecachrome V634 3.4 L | P    |     |                  | BAR  | BAR  | LEC  | LEC  | SPI | SPI | SIL  | SIL  | BUD  | BUD  | SPA | SPA | MNZ | MNZ | SOC | SOC |     |     |     |     |    | 15     | 8.º  | [ 19 ] |
| 2019  | Dallara F3 2019 Mecachrome V634 3.4 L | P    | 7   | Lirim Zendeli    | 14   | 11   | Ret  | 16   | 8   | 7   | 15   | 9    | Ret  | 20   | 22  | 22  | Ret | 18  | DNS | DNS |     |     |     |     |    | 15     | 8.º  | [ 19 ] |
| 2019  | Dallara F3 2019 Mecachrome V634 3.4 L | P    | 8   | Fabio Scherer    | 27   | Ret  | 15   | Ret  | Ret | 22  | 16   | 8    | 15   | 13   | 27  | 18  | 8   | 7   | Ret | Ret |     |     |     |     |    | 15     | 8.º  | [ 19 ] |
| 2019  | Dallara F3 2019 Mecachrome V634 3.4 L | P    | 9   | Raoul Hyman      | 21   | Ret  | 17   | 13   | 19  | 16  | Ret  | 18   | 22   | 25   | 26  | Ret | 15  | 17  | 9   | 13  |     |     |     |     |    | 15     | 8.º  | [ 19 ] |
| 2020  | Dallara F3 2019 Mecachrome V634 3.4 L | P    |     |                  | SPI1 | SPI1 | SPI2 | SPI2 | BUD | BUD | SIL1 | SIL1 | SIL2 | SIL2 | BAR | BAR | SPA | SPA | MNZ | MNZ | MUG | MUG |     |     |    | 0      | 9.º  | [ 20 ] |
| 2020  | Dallara F3 2019 Mecachrome V634 3.4 L | P    | 23  | Roman Staněk     | 17   | 23   | 17   | 24   | 23  | 20  | 17   | 18   | 22   | 15   | 22  | 19  | 24  | 18  | 11  | 8   | 26† | 18  |     |     |    | 0      | 9.º  | [ 20 ] |
| 2020  | Dallara F3 2019 Mecachrome V634 3.4 L | P    | 24  | Igor Fraga       | 16   | 25   | 26   | 14   | 15  | Ret | 15   | Ret  | 18   | 10   | 24  | 18  | 19  | 27  | 24  | 17  |     |     |     |     |    | 0      | 9.º  | [ 20 ] |
| 2020  | Dallara F3 2019 Mecachrome V634 3.4 L | P    | 25  | David Schumacher | 25   | 15   | 12   | 17   | 16  | 13  | 25   | 15   | 15   | Ret  | 22  | 25  | 20  | Ret | 10  | 13  | 27  | 23  |     |     |    | 0      | 9.º  | [ 20 ] |
| 2021* | Dallara F3 2019 Mecachrome V634 3.4 L | P    |     |                  | 1    | 1    | 1    | 2    | 2   | 2   | 3    | 3    | 3    | 4    | 4   | 4   | 5   | 5   | 5   | 6   | 6   | 6   | 7   | 7   | 7  | Puntos | Pos. | Ref.   |
| 2021* | Dallara F3 2019 Mecachrome V634 3.4 L | P    |     | BAR              | BAR  | BAR  | FRA  | FRA  | FRA | SPI | SPI  | SPI  | BUD  | BUD  | BUD | SPA | SPA | SPA | ZAN | ZAN | ZAN | SOC | SOC | SOC |    | 6º     |      |        |
| 2021* | Dallara F3 2019 Mecachrome V634 3.4 L | P    | 29  | Logan Sargeant   | 4    | Ret  | 9    | 4    | 12  | Ret | 15   | Ret  | 8    | 3    | 9   | 10  | 8   | 3   | 7   | 2   | 10  | 6   | 1   | C   | 4  | 6º     | 102  |        |
| 2021* | Dallara F3 2019 Mecachrome V634 3.4 L | P    | 30  | Enzo Fittipaldi  | 12   | Ret  | 19   | 21   | 17  | 11  | 4    | 8    | 15   | 12   | 2   | 9   |     |     |     | Ret | 23  | 22  | 24  | C   | 21 | 6º     | 25   |        |
| 2021* | Dallara F3 2019 Mecachrome V634 3.4 L | P    | 30  | Hunter Yeany     |      |      |      |      |     |     |      |      |      |      |     |     | 18  | 26  | NC  |     |     |     |     |     |    | 6º     | 0    |        |
| 2021* | Dallara F3 2019 Mecachrome V634 3.4 L | P    | 31  | Reshad de Gerus  | 20   | 13   | 23   | 19   | 25  | 21  | 20   | 23   | 17   | 24   | 18  | 20  |     |     |     | 26  | 20  | 23  | 26  | C   | 20 | 6º     | 0    |        |
| 2021* | Dallara F3 2019 Mecachrome V634 3.4 L | P    | 31  | Zdeněk Chovanec  |      |      |      |      |     |     |      |      |      |      |     |     | 26  | 26  | 24  |     |     |     |     |     |    | 6º     | 0    |        |

- * Temporada en progreso.

### Citas
1. 1 2 3  «Charouz Racing System». Fórmula 2 (en inglés). Formula Motorsport Limited. Consultado el 7 de junio de 2018.
2. 1 2  «Delétraz and Piquet sign with Charouz Racing System». Fórmula 2 (en inglés). Formula Motorsport Limited. 18 de diciembre de 2019. Archivado desde el original el 18 de diciembre de 2019. Consultado el 5 de febrero de 2020.
3. ↑  «Stanek replaces Kari at Charouz Racing System». Fórmula 3 (en inglés). FIA Formula 3 Championship Limited. 2 de julio de 2020. Consultado el 14 de julio de 2020.
4. 1 2  «Charouz sign Kari, Schumacher and Fraga for 2020». Fórmula 3 (en inglés). Formula Motorsport Limited. 5 de febrero de 2020. Archivado desde el original el 5 de febrero de 2020. Consultado el 5 de febrero de 2020.
5. 1 2  «Charouz Racing». Sauber Junior Team (en inglés). Charouz Racing System. Archivado desde el original el 11 de julio de 2019. Consultado el 11 de julio de 2019.
6. 1 2  Fernández, Adrián (14 de noviembre de 2018). «Sauber crea su Junior Team asociándose con Charouz». Motor.es. Consultado el 11 de julio de 2019.
7. ↑  Fernández, Miguel A. (14 de diciembre de 2017). «Charouz contará con Delétraz, Fuoco y el apoyo de Ferrari en 2018». SoyMotor.com. Consultado el 11 de julio de 2019.
8. ↑  Gruz, David (26 de mayo de 2018). «Fuoco gana una carrera llena de choques en Mónaco». Motorsport.com. Consultado el 11 de julio de 2019.
9. ↑  Fernández, Adrián (25 de noviembre de 2018). «Podio de Roberto Merhi en Yas Marina, victoria de Fuoco». Motor.es. Consultado el 11 de julio de 2019.
10. ↑  «Part 7: The Past Results». Fórmula 2 (en inglés). Formula Motorsport Limited. Archivado desde el original el 28 de marzo de 2019. Consultado el 11 de julio de 2019.
11. ↑  Allen, Peter (26 de marzo de 2018). «Zendeli and Wishofer join Schumacher at US Racing for ADAC F4». Formula Scout (en inglés). Consultado el 11 de julio de 2019.
12. ↑  «Champion Zendeli secures his tenth win of season». ADAC Motorsport (en inglés). 23 de septiembre de 2018. Archivado desde el original el 11 de julio de 2019. Consultado el 11 de julio de 2019.
13. ↑  Vázquez, Ana (19 de febrero de 2019). «Sauber anuncia sus alineaciones de jóvenes pilotos para F2, F3 y F4». SoyMotor.com. Consultado el 11 de julio de 2019.
14. ↑  Rodríguez García, Cristian (9 de abril de 2019). «Arthur Leclerc se une al Sauber Junior Team». F1 al día. Consultado el 11 de julio de 2019.
15. ↑  «Team Standings - Formula 2 2018». Fórmula 2 (en inglés). Formula Motorsport Limited. Consultado el 28 de octubre de 2018.
16. ↑  «Team Standings - Formula 2 2019». Fórmula 2 (en inglés). Formula Motorsport Limited. Archivado desde el original el 4 de agosto de 2019. Consultado el 29 de septiembre de 2019.
17. ↑  «Team Standings 2020». Fórmula 2 (en inglés). FIA Formula 2 Championship Limited. Consultado el 14 de julio de 2020.
18. ↑  «Team Standings 2021». Fórmula 2 (en inglés). FIA Formula 2 Championship Limited. Consultado el 16 de agosto de 2021.
19. ↑  «Team Standings - FIA Formula 3 2019». Fórmula 3 (en inglés). Formula Motorsport Limited. Archivado desde el original el 29 de septiembre de 2019. Consultado el 29 de septiembre de 2019.
20. ↑  «Team Standings 2020». Fórmula 3 (en inglés). FIA Formula 3 Championship Limited. Consultado el 14 de julio de 2020.